# Calusa

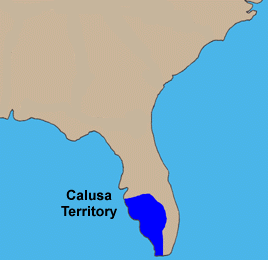
Distribució dels calusa

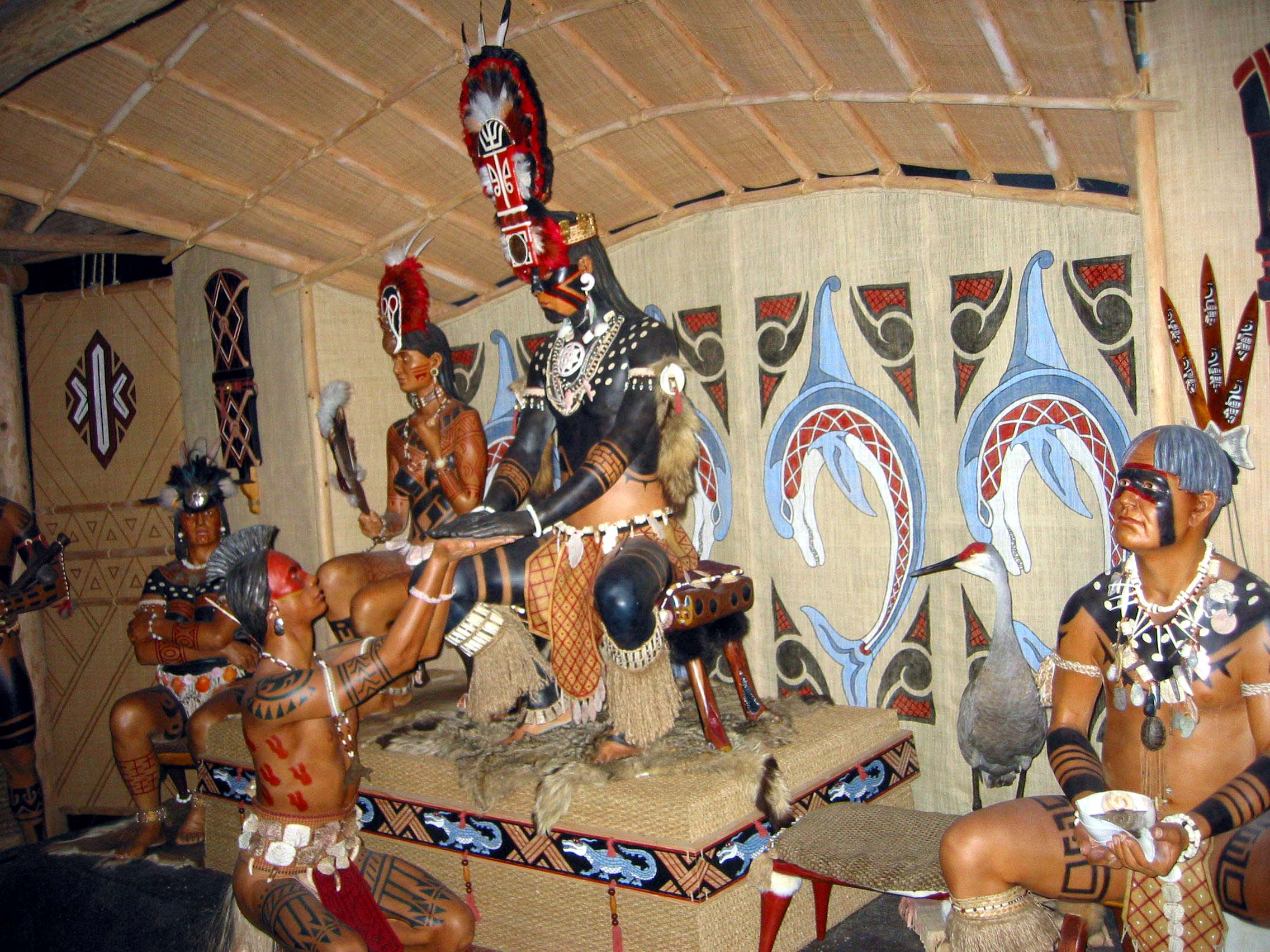
Diorama d'un cap calusa al FMNH

Els calusa - AFI /kəˈluːsə/ - eren una tribu ameríndia de la costa de Florida, no se sap bé si de parla muskogi o carib. El seu nom volia dir 'poble ferotge'.

## Nom
Les primeres fonts espanyoles i franceses es van referir a la tribu, el seu poble i el seu cap com a calos, calus, caalus, i carlos. Hernando de Escalante Fontaneda, un espanyol captiu dels calusa al segle xvi, va escriure que calusa significava poble ferotge en el seu idioma. Els angloamericans utilitzaren el terme calusa per al poble a principis del segle xix. Es basa en l'etnònim muskogi i mikasuki (idiomes de les actuals nacions seminola i miccosukee) per al poble que havia viscut al voltant del riu Caloosahatchee (també de la llengua creek).
Juan Rogel, un missioner jesuïta entre els calusa a finals de la dècada de 1560, anotà que el nom del cap era Carlos, però va escriure que el nom del "regne" era Escampaba, amb pronunciació alternativa com a Escampaha. Rogel també va dir que el nom del cap era Caalus, i que els espanyols el canviaren a Carlos. Marquardt cita un comunicat de la dècada de 1570 que "la Badia de Carlos […] en llengua índia s'anomena escampaba, pel cacic d'aquesta vila, qui després es va anomenar Carlos en honor de l'Emperador" (Carles V del Sacre Imperi Romanogermànic). Escampaba podria estar relacionat amb el nom de lloc Stapaba, que es va identificar a la zona en un mapa de començaments del segle xvi.

## Localització
Vivien a la costa sud-est de Florida, entre la badia de Tampa i el cap Sable, i que s'estenia al llac Okechobee. La societat calusa es desenvolupà a partir dels de arcaiques pobles de la regió dels Everglades; en el moment del primer contacte amb els europeus, els calusa formaven part de la cultura Caloosahatchee. Destacaven per haver desenvolupat una cultura complexa basada en la pesca d'estuari en lloc de l'agricultura. El territori calusa és accessible des de Charlotte Harbor a Cap Sable, tots als actuals comtats de  Charlotte i Lee, i podria haver inclòs els Keys de Florida.

## Demografia
Tenien la densitat de població més alta del sud de la Florida; les estimacions de la població total en el moment de contacte amb els europeus segueixen sent especulatives. Es creu que el 1500 eren uns 20.000 individus (fins a 50.000 segons altres fonts), però foren reduïts a 3.000 el 1650. Avui dia estan extints, i les restes de la tribu potser s'uniren als seminola.

## Llengua
Poc se sap de la llengua dels calusa. Una dotzena de paraules per a les que hi ha traducció i 50 o 60 topònims formen tot el corpus de la llengua. La prova circumstancial, principalment d'Hernando d'Escalante Fontaneda, suggereix que tots els pobles del sud de la Florida i l'àrea de la badia de Tampa, com els tekesta, mayaimi i tocobaga, així com els calusa, parlava dialectes d'una llengua comuna. Aquest llenguatge era diferent dels idiomes dels apalachees, Timucua, mayaca i ais al centre i nord de Florida. Julian Granberry ha suggerit que la llengua calusa estava relacionada amb el tunica de la part baixa de la vall del riu Mississipi.

## Costums
Vivien escampats en 50 viles, i per subsistir recorrien el mar més que no pas al conreu. Fabricaven eines i armes amb petxines i ossos de peix, les seves canoes eren com les dels arawak, i tenien fama de practicar la pirateria, la tortura i el canibalisme. Llurs cases eren al bosc rodejades d'estaques, i llurs edificis sagrats restaven construïts a monticles de cim aplanat. El seu cabdill podia i havia de casar-se amb la seva germana. Eren guerrers feréstecs i galdosos mariners, duien llurs canoes al llarg de tota la costa de Florida; i assoliren les costes de Cuba i del Carib, on comerciaven peix i ambre. En la seva primera època hi ha evidències de canibalisme i de sacrificis humans. Van dominar altres tribus de la zona, com els mayaimi del llac Okechobee, tekesta i jaega. La seva influència es va estendre als ais.

## Història
El 1884 l'arqueòleg Frank Hamilton Cushing va trobar restes de la seva cultura a Key Marco.
El primer contacte registrat entre els calusa i els europeus va ser en 1513, quan Juan Ponce de León va desembarcar a la costa oest de Florida al maig, probablement a la desembocadura del riu Caloosahatchee. Els calusa sabia dels espanyols abans d'aquest desembarcament perquè havien rebut refugiats de la subjugació espanyola de Cuba. Els espanyols ancoraren un dels seus vaixells, i els calusa es va oferir a ajudar-los. Després de deu dies un home que parlava castellà es va acostar als vaixells de Ponce de León amb una petició d'esperar l'arribada del cap de Calusa. Poc després vint canoes de guerra atacaren els espanyols, que van escapar matant o capturant alguns calusa. El proper dia 80 canoes "blindades" van atacar als vaixells espanyols, però la batalla no va ser concloent. Els espanyols marxaren i van tornar a Puerto Rico. En 1516 foren visitats breument per Diego de Miruelo. En 1517  Francisco Hernández de Córdoba va desembarcar al sud-oest de Florida en el seu viatge de tornada des del descobriment del Yucatán. Va ser atacat pels calusa. En 1521 Ponce de León va tornar al sud-oest de la Florida per establir una colònia, però la Calusas atacaren els espanyols ferint mortalment Ponce de León.
L'expedició de Pánfilo de Narváez de 1528 i la d'Hernando de Soto de 1539 desembarcaren a la veïna badia de Tampa, al nord del domini calusa. Els missioners dominics va aconseguir el domini Calusa en 1549, però es van retirar a causa de l'hostilitat de la tribu. Els calusa s'apoderaren dels béns salvats i dels supervivents dels vaixells espanyols naufragats durant la dècada de 1540 i 1550. La millor informació sobre els calusa ve de la Memoria d'Hernando de Escalante Fontaneda, un d'aquests supervivents. Fontaneda va naufragar a la costa est de Florida, probablement als Cayos, al voltant de 1550, quan tenia tretze anys. Encara que molts altres van sobreviure al naufragi, només Fontaneda fou salvat per la tribu. Els guerrers van matar tots els homes adults. Fontaneda va viure amb diverses tribus al sud de la Florida els següents disset anys abans de ser descobert per l'expedició de Menéndez de Avilés.
En 1566 Pedro Menéndez de Avilés, fundador de San Agustín, es va posar en contacte amb els calusa i va assolir una pau precària amb el seu líder, Caluus, o Carlos. Menéndez es va casar amb la germana de Carlos, que va prendre el nom baptismal Donya Antonia en la conversió. Menéndez va deixar una guarnició de soldats i una missió jesuïta, San Antón de Carlos, a la capital calusa. Les hostilitats van esclatar, i els soldats espanyols van matar Carlos, el seu successor Felip, i diversos "nobles" abans d'abandonar la fortalesa i missió en 1569.
Durant més d'un segle després de l'aventura d'Avilés, hi hagué poc contacte entre els espanyols i els calusa. Tornaren a entrar a la zona en 1614; les forces espanyoles atacaren als calusa com a part d'una guerra entre el Calusa i les tribus aliades dels espanyols al voltant de la badia de Tampa. Una expedició espanyola per rescatar alguns captius en poder dels calusa en 1680 es va veure obligada a fer marxa enrere; les tribus veïnes es van negar a guiar als espanyols, per por a represàlies calusa. En 1697 els missioners franciscans van establir una missió entre els calusa, però la va deixar després d'uns mesos.
Després de l'esclat de la guerra entre Espanya i Anglaterra en 1702,les incursions esclavistes dels uchise muskogi i yamasee aliats amb els anglesos de la província de Carolina va començar a arribar a la península de Florida. Les anglesos subministraren armes de foc als creek i yemasee, però el calusa, que s'havien aïllat dels europeus, no en tenien cap. Devastats per les noves malalties infeccioses introduïdes a Amèrica per contacte amb els europeus i per les incursions esclavistes, els calusa supervivents es van retirar al sud i a l'est.
En 1711 els espanyol va ajudar a evacuar 270 indis, incloent molts calusa, dels Keys de Florida a Cuba (on gairebé 200 van morir aviat). Van deixar 1.700 enrere. Els espanyols va fundar una missió a la badia de Biscayne en 1743 per servir als supervivents de diverses tribus, incloent els calusa, que s'hi havien reunit i als Keys de Florida. La missió es va tancar després de només uns mesos. Quan Espanya va cedir la Florida a la Gran Bretanya en 1763, van evacuar les últimes restes de les tribus del sud de Florida a Cuba. Sembla que alguns calusa podrien haver-hi restat i haver estat absorbits pels seminola, però no hi ha cap documentació que ho demostri. Els camps de pesca cubans (ranchos) operaren al sud-oest de la costa de Florida a mitjans del segle xix. Alguns dels "indis espanyols" (sovint de barreja espanyol-indi) que treballaven als camps de pesca probablement eren descendents dels calusa.
En la guerra del 1835-1842 van ajudar els seminola, i la darrera menció que se'n fa fou el 1839, quan la banda dels muspa atacà el colonel William Harney i en matà 18 soldats. Després no se sap més d'ells